# 宮崎茂一
宮崎 茂一（みやざき もいち、1917年2月15日 - 2004年2月16日）は、日本の政治家、技術士（建設部門）。自由民主党衆議院議員（8期）。第42代科学技術庁長官。

## 来歴・人物
鹿児島県鹿児島郡谷山村大字上福元上松崎（現在の鹿児島市谷山中央）出身。鹿児島県立第二中学校（現甲南高校）から第七高等学校造士館（現鹿児島大学）を経て1939年東京帝国大学工学部を卒業。
大学卒業後、内務省に入省。その後は経済企画庁を経て運輸省に移り、港湾局長などを歴任。退官後、政界入りを目指し1969年の衆議院議員総選挙に旧鹿児島1区から無所属で出馬したが落選。3年後の1972年の総選挙に再び旧鹿児島1区から無所属で出馬、初当選を飾った（当選同期に小泉純一郎・加藤紘一・山崎拓・石原慎太郎・三塚博・村岡兼造・保岡興治・瓦力・越智通雄・野田毅・深谷隆司など）。連続当選8回。
当選後は自民党に入党し、党内では宏池会（大平正芳→鈴木善幸→宮澤喜一派）に所属。郵政政務次官、行政管理政務次官、衆院法務委員長などを務め、1988年に竹下改造内閣の科学技術庁長官として初入閣を果たした。また、1993年6月から1997年6月にかけては、日本技術士会の第13代会長でもあった。1996年、政界を引退。
7期目の開票当日落選の報を受け、落選の弁を語るも報道ミスで30分後に当選の喜びを発表したというエピソードがある。
2004年2月16日、心不全のため死去。享年88（87歳没）。
1997年、故郷の権現ヶ尾へ銅像が建立されるが、2017年に本体が盗難に遭う。2018年11月、有志によって残された台座に顕彰碑が建てられた。